# Safari Sound Band
 (novembre 2016).
Si vous disposez d'ouvrages ou d'articles de référence ou si vous connaissez des sites web de qualité traitant du thème abordé ici, merci de compléter l'article en donnant les références utiles à sa vérifiabilité et en les liant à la section « Notes et références ».
Safari Sound Band est un groupe musical kényan d'afropop, originaire de Nairobi. Il est composé de cinq instrumentistes-vocalistes et d'une chanteuse. Sa notoriété découle d'une carrière entièrement basée sur l'animation de soirées dans les grands hôtels de Nairobi et du littoral kényan. Ils sont certifiés disque de platine à 4 reprises.

## Discographie
- 1984 : The Best African Songs (Polydor)
- 1995 : Images of Kenya
- 1999 : East Coast Dreams
- 2001 : Mambo Jambo